# Burmattus albopunctatus
Burmattus albopunctatus är en spindelart som först beskrevs av Tord Tamerlan Teodor Thorell 1895.  Burmattus albopunctatus ingår i släktet Burmattus och familjen hoppspindlar. Inga underarter finns listade.